# Bondigoux
 Bondigoux  es una localidad y comuna francesa, en la región de Mediodía-Pirineos, departamento de Alto Garona, en el distrito de Toulouse y cantón de Villemur-sur-Tarn.
Su población en el censo de 1999 era de 320 habitantes.
Está integrada en la Communauté de communes de Villemur-sur-Tarn.

## Monumentos

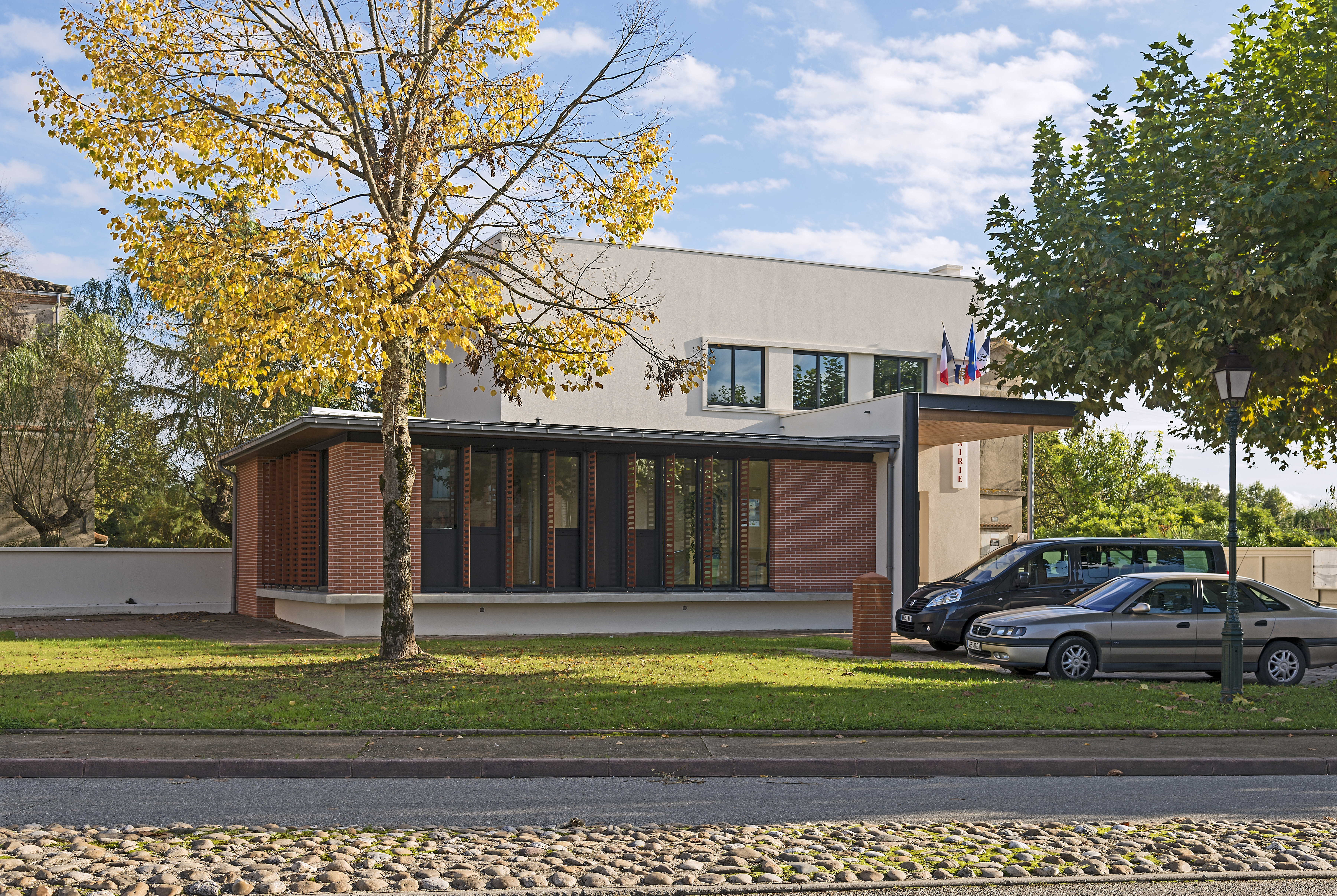
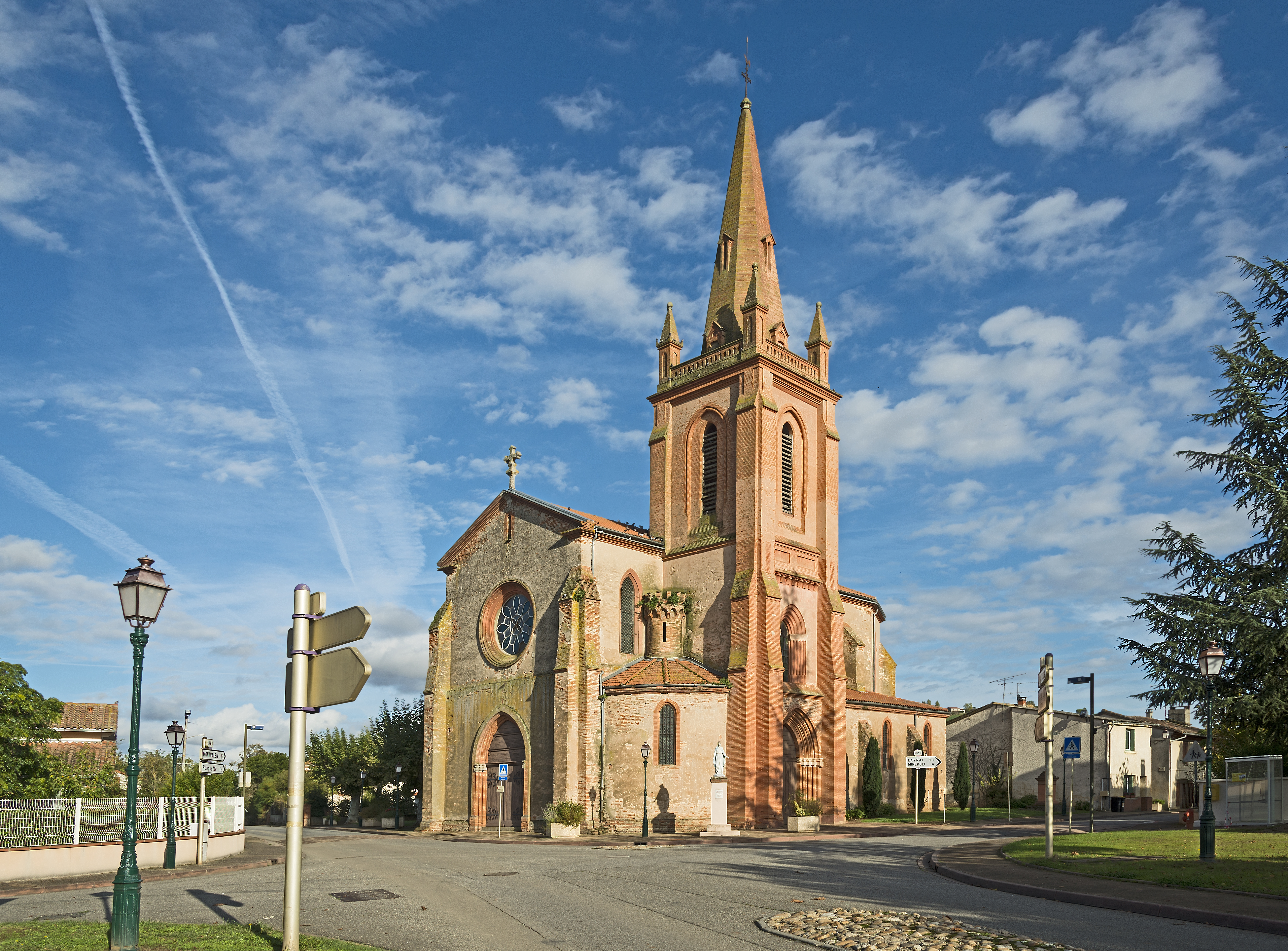
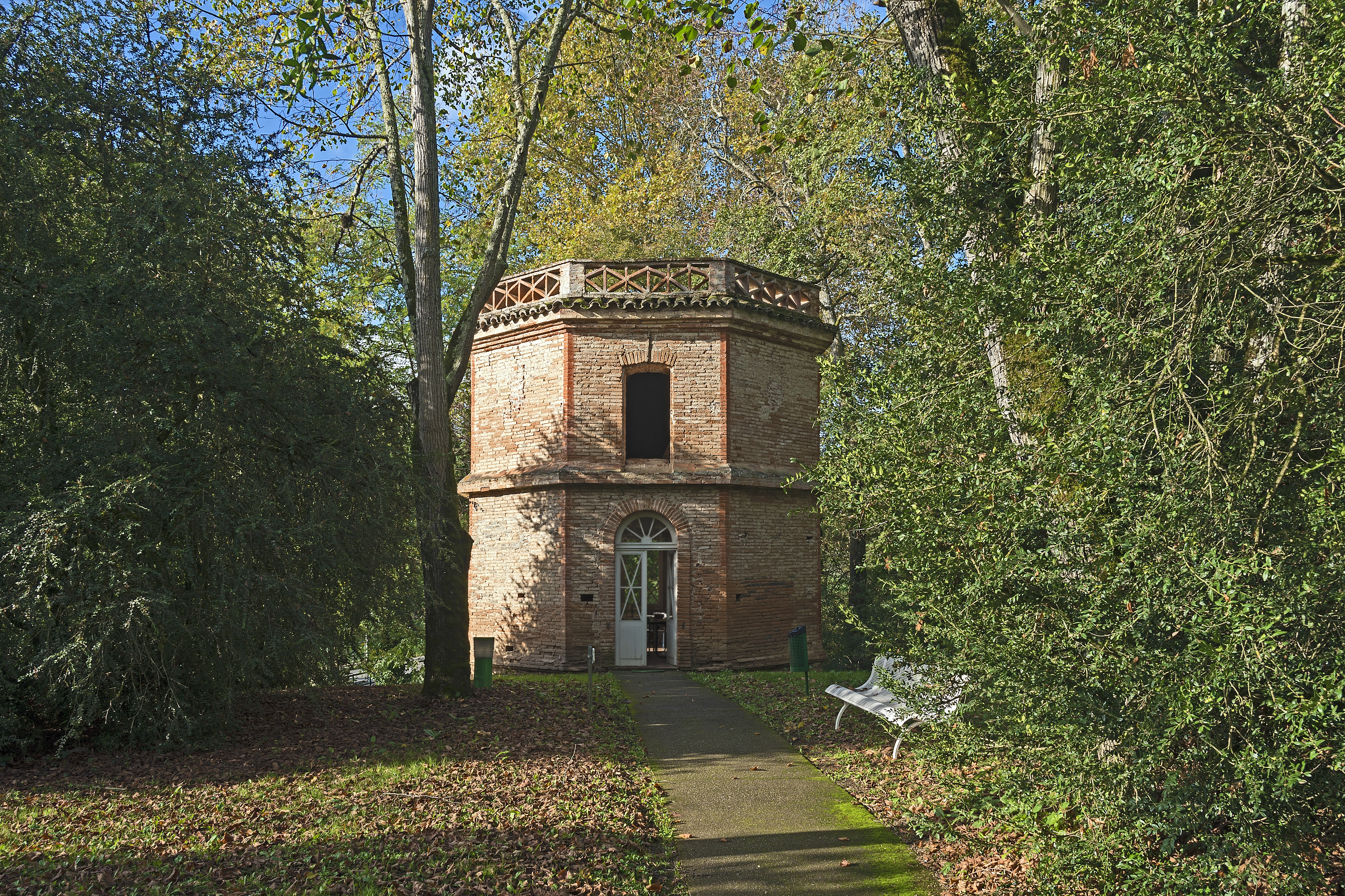

## Demografía
| 321 | 339 | 294 | 260 | 299 | 320 |
| Para los censos de 1962 a 1999 la población legal corresponde a la población sin duplicidades (Fuente: INSEE [Consultar]) |     |     |     |     |     |